# Eleonora Bielawska-Batorowicz
Eleonora Bielawska-Batorowicz (ur. 17 stycznia 1956 w Łodzi)  – psycholog, naukowiec, profesor Uniwersytetu Łódzkiego,

## Życiorys
Eleonora Bielawska-Batorowicz szkołę podstawową i średnią ukończyła w Łodzi. Studiowała psychologię na Uniwersytecie Łódzkim, Wydziale Filozoficzno-Historycznym. Stopień magistra psychologii uzyskała w 1979 roku, stopień doktora w 1986 roku na Uniwersytecie Łódzkim na podstawie pracy "Miejsce macierzyństwa w hierarchii celów życiowych kobiet w ciąży wysokiego ryzyka i ciąży prawidłowej". Stopień doktora habilitowanego otrzymała w 2008 roku na Wydziale Psychologii SWPS Uniwersytetu Humanistycznospołecznego w Warszawie, na podstawie pracy "Psychologia prokreacji. Koncepcja i badania". Nominację profesorską z rąk Prezydenta RP odebrała w 2019 roku.

## Praca zawodowa

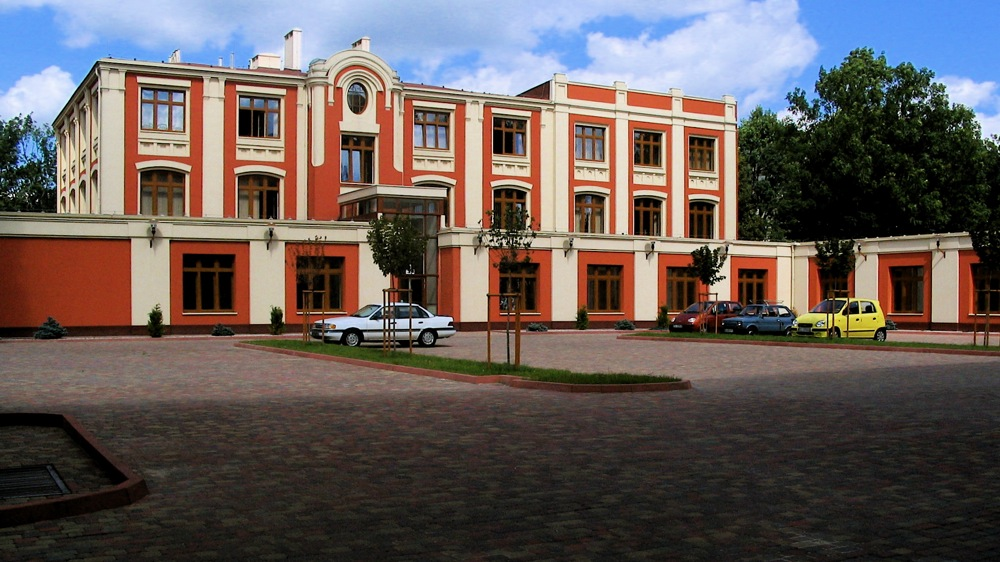
Uniwersytet Łódzki Wydział Nauk o Wychowaniu

Od 2008 roku jest kierownikiem Zakładu Psychopatologii i Psychologii Klinicznej w Instytucie Psychologii na Wydziale Nauk o Wychowaniu Uniwersytetu Łódzkiego.
Od roku 2009 jest członkiem zarządu Society of Reproductive and Infant Psychology (committee member).
Od 1 stycznia 2015 roku jest egzaminatorem zewnętrznym na Uniwersytecie w Bergen w Norwegii. 
EBB była opiekunką około 300 prac magisterskich (aktualnie 28); promotorem 3 obronionych prac doktorskich (2 w toku).

Wybrana do Komitetu Psychologii PAN na kadencję 2020-2023.

## Wybrane publikacje
Eleonora Bielawska-Batorowicz zajmuje się psychologicznymi aspektami fizjologii i patologii prokreacji, ciąży, porodu, połogu, pediatrii, ginekologii, położnictwa, okresu menopauzy a także przemocy w rodzinie. 
Jest autorką 3 książek, 22 rozdziałów w książkach w języku polskim, 3 rozdziałów w książkach w języku angielskim, 45 artykułów w języku polskim, 17 artykułów w języku angielskim, 3 podręczników, 6 prac popularno-naukowych, 3 tłumaczeń monografii naukowych
Najważniejsze pozycje to:

Książki:
- Bielawska-Batorowicz, E. (1995). Determinanty spostrzegania dziecka przez rodziców w okresie poporodowym, Łódź: Wydawnictwo Uniwersytetu Łódzkiego.
- Bielawska-Batorowicz, E. (2006). Psychologiczne aspekty  prokreacji. Katowice: „Śląsk” sp. z o.o. Wydawnictwo Naukowe.
- Bielawska-Batorowicz, E. (2016). Psychologiczne aspekty  menopauzy. Warszawa: Wydawnictwo Naukowe PWN.

Rozdział w książce:
- Bielawska-Batorowicz, E. (2013). The Psychology of the Menopause: The Experiences During the Transition and Individual Conceptualization of Menopause. W: C.J.H. Martin i in. (red.) Nutrition and Diet in Menopause (s. 333-345). New York: Springer Science+Business Media.  (DOI 10.1007/978-1-62703-373-2_25).

Artykuły:
- Bielawska-Batorowicz, E., Kossakowska-Petrycka, K. (2006). Depressive mood in men after the birth of their offspring: the role of social support, fathers’ personality and prenatal expectations. Journal of Reproductive and Infant Psychology, 24, 21-29.
- Bielawska-Batorowicz, E., Siddiqui, A. (2008). A Study of Prenatal Attachment with Swedish and Polish Expectant Mothers, Journal of Reproductive and Infant Psychology, 26, 373-384.
- Śliwerski, A., Bielawska-Batorowicz, E. (2019). Negative cognitive styles as risk factors for the occurrence of PMS and PMDD. Journal of Reproductive and Infant Psychology, 37, 3, 322-337. DOI: 10.1080/02646838.2018.1543943.
- Fijałkowska, D., Bielawska-Batorowicz, E. (2019).  A longitudinal study of parental attachment: pre- and postnatal study with couples, Journal of Reproductive and Infant Psychology, DOI: 10.1080/02646838.2019.1665172.

## Odznaczenia i nagrody
- Medal Komisji Edukacji Narodowej (1999)
- Odznaka Zasłużony dla Polskiego Towarzystwa Psychologicznego w (2004)[4]